# Franciscaines missionnaires du Cœur Immaculé de Marie
Les Franciscaines missionnaires du Cœur Immaculé de Marie (en latin : Congregatio Sororum Franciscanae Missionariae a Corde Immaculatae Beatae Mariae Virginis) sont une congrégation religieuse de droit pontifical fondé au Caire en 1859. Elles sont vouées aux œuvres sociales et aux dialogues œcuméniques et interreligieux.

## Historique
Sur l'invitation de Mgr Perpetuo Guasco (it), vicaire apostolique d'Alexandrie, cinq clarisses de Ferentino arrivent au Caire le 14 septembre 1859, la supérieure décède et c'est Marie-Catherine Troiani (1813-1887) qui fonde la congrégation qui se consacre à diverses œuvres d'apostolat social. Le 5 juillet 1868, le Saint-Siège déclare la communauté missionnaire autonome de la maison-mère donnant naissance aux Franciscaines missionnaires d'Égypte.
L'institut reçoit le décret de louange le 10 juillet 1868 et agrégé à l'ordre des Frères mineurs le 17 novembre 1897.

## Activités et diffusion
Les Franciscaines missionnaires se consacrent à l'œuvre d'évangélisation et la promotion du dialogue œcuménique et interreligieux en particulier dans les pays du Moyen-Orient.
Ils sont présents en :
- Europe : Italie, Malte.
- Amérique : États-Unis.
- Afrique : Égypte, Érythrée, Ghana, Guinée-Bissau, Maroc.
- Asie : Irak, Israël, Jordanie, Liban, Syrie.

La maison généralice est à Rome.
En 2017, la congrégation comptait 518 religieuses dans 74 maisons.

## Source
- (it) Cet article est partiellement ou en totalité issu de l’article de Wikipédia en italien intitulé « Suore francescane missionarie del Cuore Immacolato di Maria » (voir la liste des auteurs).